# Cassius Severus
Cassius Severus († um 32 n. Chr.) war ein römischer Redner.
Cassius Severus stammte aus einfachen Verhältnissen. Er wurde trotz – oder gerade wegen – seines lasterhaften Lebenswandels und seiner schon fast sprichwörtlichen Erfolglosigkeit als Prozessredner berühmt. Er galt als sehr belesen. Seine negativen Eigenschaften waren allerdings, dass er zum Teil unkontrolliert aggressiv und zynisch in seinen Reden war und auch vor Beleidigungen nicht zurückschreckte. Als Verteidiger trat er nur in eigener Sache auf, was ihm offensichtlich viel Freude bereitete.
Bekannt ist er noch heute durch die Urteile, die bei Quintilian, Seneca und Tacitus über seine Reden überliefert sind. Bei beiden Autoren fällt die Bewertung zwiespältig aus: er gilt als talentiert und geistreich, doch halten ihn manche Kritiker für zu leidenschaftlich und dadurch oft unmäßig und lächerlich. Tacitus lässt in seinem Dialog über die Redner einen der Gesprächspartner Cassius Severus zum „Grenzstein“ zwischen der Redekunst der republikanischen Zeit und der des Prinzipats erklären.
Durch wenig zurückhaltende Äußerungen und Schmähreden wurde Cassius Severus schließlich selbst angeklagt. Eine erste Anklage wurde noch von Augustus unterdrückt. Nach der zweiten Anklage wurde er durch einen Senatsbeschluss zunächst nach Kreta verbannt, dann unter Tiberius auf Seriphos gefangengehalten, da er auch auf Kreta nicht stumm blieb und weitere Schmähungen verfasste. Auf Seriphos lebte und starb er im Elend. Seine Schriften wurden verboten. Unter Caligula wurden sie wiederveröffentlicht. Obwohl von Quintilian zur Pflichtlektüre erhoben, sind die Gerichtsreden heute nur noch in Fragmenten überliefert.